# Conchita Martínez Granados
Conchita Martínez Granados es una tenista profesional nacida el 20 de enero de 1976 en Barcelona, España.
La tenista catalana ha ganado varios títulos del circuito challenger pero aún ninguno del circuito profesional WTA.

## Títulos (0; 0+0)

### Finalista en individuales (1)
- 2003: Bol (pierde ante Vera Zvonareva).

### Clasificación en torneos del Grand Slam
| Torneo                 | 2007 | 2006 | 2005 | 2004 | 2003 | 2002 | 2001 | 2000 | 1999 | Títulos |
| ---------------------- | ---- | ---- | ---- | ---- | ---- | ---- | ---- | ---- | ---- | ------- |
| Australian Open        | -    | 2r   | -    | 1r   | 1r   | -    | -    | -    | 1r   | 0       |
| Roland Garros          | -    | 2r   | -    | 1r   | 1r   | 2r   | 1r   | -    | -    | 0       |
| Wimbledon              | -    | 1r   | -    | -    | 2r   | -    | -    | -    | -    | 0       |
| US Open                |      | 1r   | -    | -    | 1r   | 1r   | -    | -    | -    | 0       |
| WTA Tour Championships |      | -    | -    | -    | -    | -    | -    | -    | -    | 0       |

### Finalista en dobles (3)
- 2002: Casablanca (junto a Gisela Dulko pierden ante Petra Mandula y Patricia Wartusch).
- 2003: Budapest (junto a Tatiana Perebiynis pierden ante Petra Mandula y Elena Tatarkova).
- 2005: Acapulco (junto a Rosa María Andrés pierden ante Alina Jidkova y Tatiana Perebiynis).